# Четвертаково (Сумская область)
Четвертаково (укр. Четвертакове; до 2016 г. Ким) — село, Кренидовский сельский совет, Середино-Будский район, Сумская область, Украина.
Код КОАТУУ — 5924482803. Население по переписи 2001 года составляло 24 человека .

## Географическое положение
Село Четвертаково находится в 3-х км от правого берега реки Свига.
Около села находится большой массив ирригационных каналов урочище Великое Болото.
На расстоянии в 0,5 км расположено село Мефодовка.